# Liste der Monuments historiques in Oberhergheim
Die Liste der Monuments historiques in Oberhergheim führt die Monuments historiques in der französischen Gemeinde Oberhergheim auf.

## Liste der Bauwerke
| Bezeichnung | Beschreibung                                                             | Standort                 | Kennzeichnung | Schutzstatus | Datum | Bild           |
| ----------- | ------------------------------------------------------------------------ | ------------------------ | ------------- | ------------ | ----- | -------------- |
| Obelisk     | nördlicher Basisstein der Basis von Ensisheim; Sandstein, 1804 errichtet | östlich des Ortes (Lage) | PA00085569    | Classé       | 1979  | weitere Bilder |

## Liste der Objekte
| Bezeichnung                | Beschreibung                           | Standort                      | Kennzeichnung | Schutzstatus | Datum | Bild |
| -------------------------- | -------------------------------------- | ----------------------------- | ------------- | ------------ | ----- | ---- |
| Orgel                      | Haupteintrag für PM68000267            | in der Kirche St-Léger (Lage) | PM68000915    | Classé       | 1976  |      |
| Instrumentalteil der Orgel | 1853 von Claude-Ignace Callinet gebaut | in der Kirche St-Léger (Lage) | PM68000267    | Classé       | 1976  |      |